# Actenodes simi
Actenodes simi är en skalbaggsart som beskrevs av Fisher 1940. Actenodes simi ingår i släktet Actenodes och familjen praktbaggar. Inga underarter finns listade i Catalogue of Life.